# Maksim Podholjuzin
Maksim Podholjuzin (* 13. November 1992 in Tallinn) ist ein estnischer Fußballspieler. Der Abwehrspieler spielt für den FC Nõmme Kalju in der estnischen Meistriliiga. Aufgrund von Spielmanipulationen wurde er bis zum 5. Dezember 2016 vom Spielbetrieb suspendiert.

## Karriere

### Verein
Maksim Podholjuzin begann seine Laufbahn in der estnischen Hauptstadt beim Tallinna JK. Im Jahr 2006 kam er zum FC Levadia Tallinn. Dort spielte er zunächst weiter in der Jugend, bevor er im Jahr 2008 erstmals in der Zweiten Mannschaft in der Esiliiga zum Einsatz kam. In der ersten Mannschaft debütierte er 2008 im Ligaspiel gegen den JK Nõmme Kalju. Mit Levadia gewann er in den Folgejahren zweimal den Estnischen Pokal und Supercup. Im Jahr 2010 jeweils beide Titel, gefolgt von dem im Jahr 2012 gewonnenen Pokalfinale gegen den JK Trans Narva, wobei Podholjuzin beim 3:0-Finalerfolg das Führungstor erzielen konnte, und den bis dato letzten Titelgewinn 2013 im Supercup gegen Nõmme Kalju.

### Nationalmannschaft
Maksim Podholjuzin kam zu seinem ersten Länderspiel für Estland in der U-17, im Mai 2008 gegen Österreich. Es folgten weitere Einsätze in den Altersklassen der U-18 und U-19. Bei seinem einzigen Spiel in der U-18 konnte er gegen Luxemburg nach Einwechslung für den verletzten Karl Mööl zwei Tore erzielen. In den Jahren 2011 bis 2013 war Podholjuzin fester Bestandteil der Estnischen U-21. Seinen einzigen Einsatz für die A-Nationalmannschaft absolvierte er am 5. März 2014 in einem Freundschaftsspiel gegen die Auswahl von Gibraltar, als er in der 88. Minute für Enar Jääger eingewechselt wurde.

## Erfolge
mit dem FC Levadia Tallinn:
- Estnischer Meister: 2014
- Estnischer Pokalsieger: 2010, 2012
- Estnischer Supercup: 2010, 2013